# مطار تيميمون
مطار تيميمون (بالإنجليزية: Timimoun Airport) هو مطار يقع في الجزائر.